# Phragmatobia rubrida
Phragmatobia rubrida är en fjärilsart som beskrevs av John Henry Leech 1899. Phragmatobia rubrida ingår i släktet Phragmatobia och familjen björnspinnare. Inga underarter finns listade i Catalogue of Life.